# Opacz (Masyw Śnieżnika)
Opacz (czes. Vyčnělek, dawniej niem. Appenberg, po 1945 r. również Huba) – wzniesienie (741 m n.p.m.) w południowo-zachodniej Polsce, w Sudetach Wschodnich, w południowo-zachodniej części Masywie Śnieżnika.

## Geografia, geologia i przyroda
Opacz stanowi najwyższy szczyt wieńczący grupę wzniesień złożoną z kilku słabo zaznaczonych kulminacji. Jest wzniesieniem granicznym na terenie Śnieżnickiego Parku Krajobrazowego, na południowo-zachodnim rozrogu Śnieżnika, na południowy zachód od wzniesienia Jasień, około 3 km na północny wschód od centrum miejscowości Pisary.
Wzniesienie o wyraźnie zaznaczonym kopulastym wierzchołku i stromo opadających zboczach na południe, zachód i wschód. Wznosi się z południowo-zachodniego zbocza Jasienia i stanowi zakończenie, odchodzącego od Śnieżnika, południowo-zachodniego grzbietu granicznego. Zbudowane z gnejsów śnieżnickich, należących do metamorfiku Lądka i Śnieżnika, w całości porośnięte jest lasem świerkowym regla dolnego z domieszką drzew liściastych.
Przez wierzchołek przechodzi granica państwowa między Polską a Czechami oraz dział wodny oddzielający zlewisko morza Bałtyckiego od Morza Północnego. U północnego podnóża wzniesienia, wzdłuż początkowego biegu Nysy Kłodzkiej, w śródgórskiej kotlinie, położona jest mała miejscowość Potoczek. Na południowym zboczu po czeskiej stronie poniżej wysokości 600 m n.p.m. kończy się las, a w dół rozciąga się górska łąka i pola uprawne. Poniżej jest dolina rzeki Lipki i miejscowość Heřmaníce.

## Ciekawostki
Na przełęczy na granicy państwowej stoi kapliczka. Dawniej Opacz stanowił cel wycieczek z punktem wyjścia spod popularnego wówczas młyna wodnego nad Nysą Kłodzką między Pisarami a Potoczkiem. Uchodził wówczas za bardzo romantyczny zakątek.

## Turystyka
Przez szczyt przechodzą piesze szlaki turystyczne:
- zielony – fragment szlaku prowadzący południowo-zachodnim grzbietem odchodzącym od Śnieżnika z Przełęczy Międzyleskiej przez Trójmorski Wierch do schroniska PTTK "Na Śnieżniku",
- czerwony – prowadzący z Międzylesia dochodzi do szlaku zielonego u południowo-zachodniego podnóża wzniesienia około 750 m poniżej szczytu.